# Loving Vincent
Loving Vincent (polnisch: Twój Vincent) ist eine animierte, als Kriminalfilm aufgebaute Filmbiografie von Dorota Kobiela und Hugh Welchman, die sich mit den Umständen von Vincent van Goghs Tod beschäftigt. Der Film gilt als der erste Animationsfilm in Spielfilmlänge, bei dem Bild für Bild mit realen Personen gedrehte Szenen in Öl nachgemalt wurden. In dem Film erwachen die Bilder von Vincent van Gogh zum Leben, um den Tod ihres Schöpfers zu untersuchen und dabei zugleich seine Lebensgeschichte zu erzählen. Die Handlung ist den 800 erhaltenen Briefen entlehnt, die der Künstler im Laufe seines Lebens an Menschen in seinem Umfeld schrieb. Am 12. Juni 2017 feierte der Film im Rahmen des Festival d’Animation Annecy seine Premiere und kam am 28. Dezember 2017 in die deutschen und österreichischen Kinos.

## Handlung
Der junge Armand Roulin erhält von seinem Vater, dem Postmeister Joseph Roulin, unverhofft den Auftrag, einen Brief des berühmten Malers Vincent van Gogh an dessen Bruder Theo zu überreichen, nachdem sich der Künstler nach dem Aufenthalt in einer Nervenheilanstalt in einem Kornfeld selbst das Leben genommen hat. Als er an Theos letztem bekannten Aufenthaltsort ankommt, muss er erfahren, dass Theo ein halbes Jahr nach Vincent gestorben ist. Armand beschließt, mehr über den exzentrischen Maler herauszufinden, und ist bald völlig fasziniert von ihm.
Als ihm der Verdacht kommt, dass Van Goghs Tod am Ende gar kein Selbstmord war, begibt sich Armand auf die Suche nach der Wahrheit. Er führt Gespräche mit Bekannten Van Goghs aus dessen letzten Lebensmonaten, wie dem Bootsmann, und erfährt das ganze Schicksal des Mannes, der mit seiner Kunst bald zur Ikone werden würde. In Rückblenden in Schwarz-Weiß taucht auch Van Gogh selbst hin und wieder auf. 
Im Abspann werden die Gemälde van Goghs mit jenen im Film verglichen.

## Produktion

### Biografischer Hintergrund
Vincent van Gogh, dessen Todesumstände im Film untersucht werden, war ein niederländischer Maler und Zeichner, der als einer der Begründer der modernen Malerei gilt. Er hinterließ nach gegenwärtigem Wissensstand 864 Gemälde und über 1000 Zeichnungen, die allesamt in den letzten zehn Jahren seines Lebens entstanden sind. Van Gogh führte einen umfangreichen Briefwechsel, der eine Fülle von Hinweisen auf sein malerisches Werk enthält und selbst von literarischem Rang ist. Sein Hauptwerk wird stilistisch dem Post-Impressionismus zugeordnet. Vincent van Gogh starb mit 37 Jahren nach einer Schussverletzung, die er sich selbst zugefügt haben soll. Schon zuvor hatte seine Gesundheit immer wieder unter Schüben seiner geistigen Krankheit gelitten. Während van Gogh zu Lebzeiten nur wenige Bilder verkaufen konnte, erzielten seine Werke nach seinem Tod bei Auktionen Rekordpreise.

### Stab, Filmtitel und Filmmusik
Der Film entstand als eine britisch-polnische Koproduktion. Die polnische Malerin und Animationskünstlerin Dorota Kobiela und ihr Ehemann, der britische Filmproduzent Hugh Welchman, führten Regie und schrieben gemeinsam mit Jacek Dehnel auch das Drehbuch zum Film. Welchman war im Jahr 2008 für seinen animierten Kurzfilm Peter und der Wolf mit einem Oscar ausgezeichnet worden. Die Inspiration für Loving Vincent war ein Satz, den Van Gogh in einem Brief an seinen Bruder schrieb: „Nun ja, die Wahrheit ist, dass wir nicht anders sprechen können als mithilfe unserer Werke.“ (Original „Wel, de waarheid is, dat we niet anders kunnen spreken dan door middel van onze schilderijen.“) Die Macher des Films nahmen diese Aussage wörtlich und lassen in ihrem Film aus der Perspektive der von ihm Porträtierten dessen letztes Lebensjahr erzählen. Die gezeigten Personen und Geschichten sind wiederum von 120 Werken und 800 Briefen inspiriert, die van Gogh hinterlassen hatte. Die erhaltenen Briefe hatte der Künstler im Laufe seines Lebens an Menschen in seinem Umfeld geschrieben. In diesen hatte er bis hin zu seinem dramatischen Tod wichtige Ereignisse verarbeitet. Zu diesen Briefen gehören auch die von Vincent van Gogh an seinen geliebten Bruder Theo. Kerstin Decker vom Tagesspiegel bemerkt, dass niemand in Loving Vincent erfunden sei.
Welchman hatte zudem in rund 30 Biografien, akademischen Journalen und Ausstellungsbüchern über van Gogh zum Leben des Künstlers recherchiert, darunter in den Biografien Vincent: A Retrospective von Julius Meier-Graefe aus dem Jahr 1920 und Van Gogh: The Life von Steven Naifeh und Gregory White Smith. Auch wenn der Film Vincent van Gogh – Ein Leben in Leidenschaft (Originaltitel Lust for Life) aus dem Jahr 1956, der von der tragischen Existenz des Malers erzählt, in vielerlei Hinsicht brillant sei, so Welchman, sei dieser genau das gewesen, was sie in ihrem Film nicht tun wollten: „We wanted to get away from portraying ‘crazy’ Vincent and more try to bring out the Vincent as he expressed himself in his letters and his paintings.“ Zudem wurden fiktionale Elemente in den Film gemischt. Der Film entstand schließlich aus handgemalten Bildern im Stil des Malers.
Der Titel des Films ist nicht nur dem Abschiedsgruß entlehnt, mit dem van Gogh seine Briefe an den Bruder unterzeichnete, sondern auch ein Bekenntnis der Regisseurin, die in Warschau Malerei und danach Filmregie studierte, so Christina Bylow von der Berliner Zeitung.
Die Filmmusik wurde von Clint Mansell komponiert. Über die Zusammenarbeit mit dem Filmkomponisten sagte Kobiela: „Music for me was the emotional heart of this film. I started writing the script to his music, and we continued writing the various drafts to his soundtracks. It was a very memorable day in my life when Clint agreed to be the composer.“ Als End-Credits-Song produzierte die englische Sängerin Lianne La Havas ein Cover von Don McLeans Lied Vincent (auch bekannt als Starry Starry Night). Der Soundtrack zum Film inklusive dieses Covers wurde am 22. September 2017 von Milan Records als Download und kurz später auch in physischer Form veröffentlicht.

### Dreharbeiten und Besetzung
Für die Herstellung des Films hatte BreakThru Productions eigens die sogenannten PAWs (Painting Animation Work Stations) entwickelt, besondere Arbeitsplätze, an denen 30 Maler per Hand viele Tausende Frames in van Goghs Stil malten, um dem über 80-minütigen Film Bewegung und Leben einzuhauchen. Die gemalten Bilder wurden dabei häufig auf vorher gedrehtes Referenzmaterial der beteiligten Schauspieler aufgetragen. Die Schauspieler wurden hierfür von den Kameramännern Tristan Oliver und Łukasz Żal zuerst in Sets, die nach Werken van Goghs nachgebaut wurden, oder vor dem Greenscreen aufgenommen, so dass die Gemälde zusammen mit den computergenerierten Animationen danach eingefügt werden konnten und die reale Gestalt des Schauspielers mit dem Gemälde verschmolz. Die beteiligten Künstler malten nach diesem Vorbild das erste Bild jeder Szene per Hand in Öl. Anschließend wurde ein Foto geschossen, bevor man das Filmmaterial um ein Bild vorspulte. Von diesem Zeitpunkt an mussten die Maler für jedes weitere Bild nur noch Veränderungen am bereits bestehenden Gemälde vornehmen. Unter der Leitung Kobileas blieb das Künstlerteam hierbei dem ursprünglichen Stil des Künstlers so treu wie möglich. Für The Starry Night, die Eröffnungssequenz des Films, waren 600 Einzelbilder benötigt worden, die von drei Malern in 14 Monaten geschaffen wurden. Ein insgesamt 125-köpfiges Team hatte so 1.400 Animationen im Stil von van Gogh erstellt, die etwa 100 seiner bekannten Meisterwerke verarbeiteten und mit diesem Prinzip für 80 Minuten Spielzeit insgesamt 57.600 einzelnen Bildern angefertigt. Nach anderen Quellen waren es 65.000 Einzelbilder. Die Ölgemälde, die für den Film abfotografiert wurden, messen etwa einen Meter auf sechzig Zentimeter.

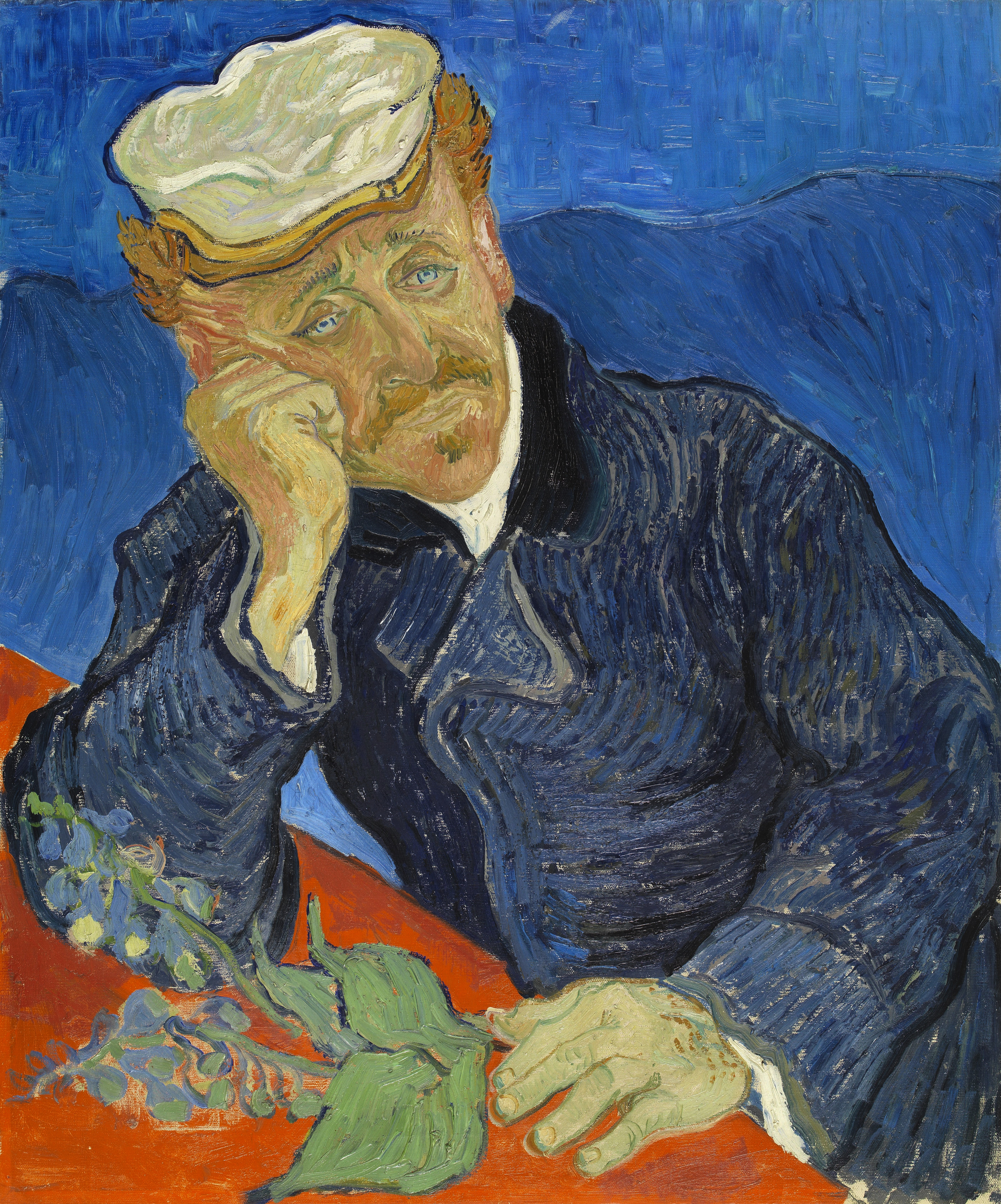
Der von Vincent van Gogh porträtierte Dr. Paul Gachet versucht im Film gemeinsam mit seiner Tochter und Armand Roulin die Todesumstände seines Schöpfers aufzuklären

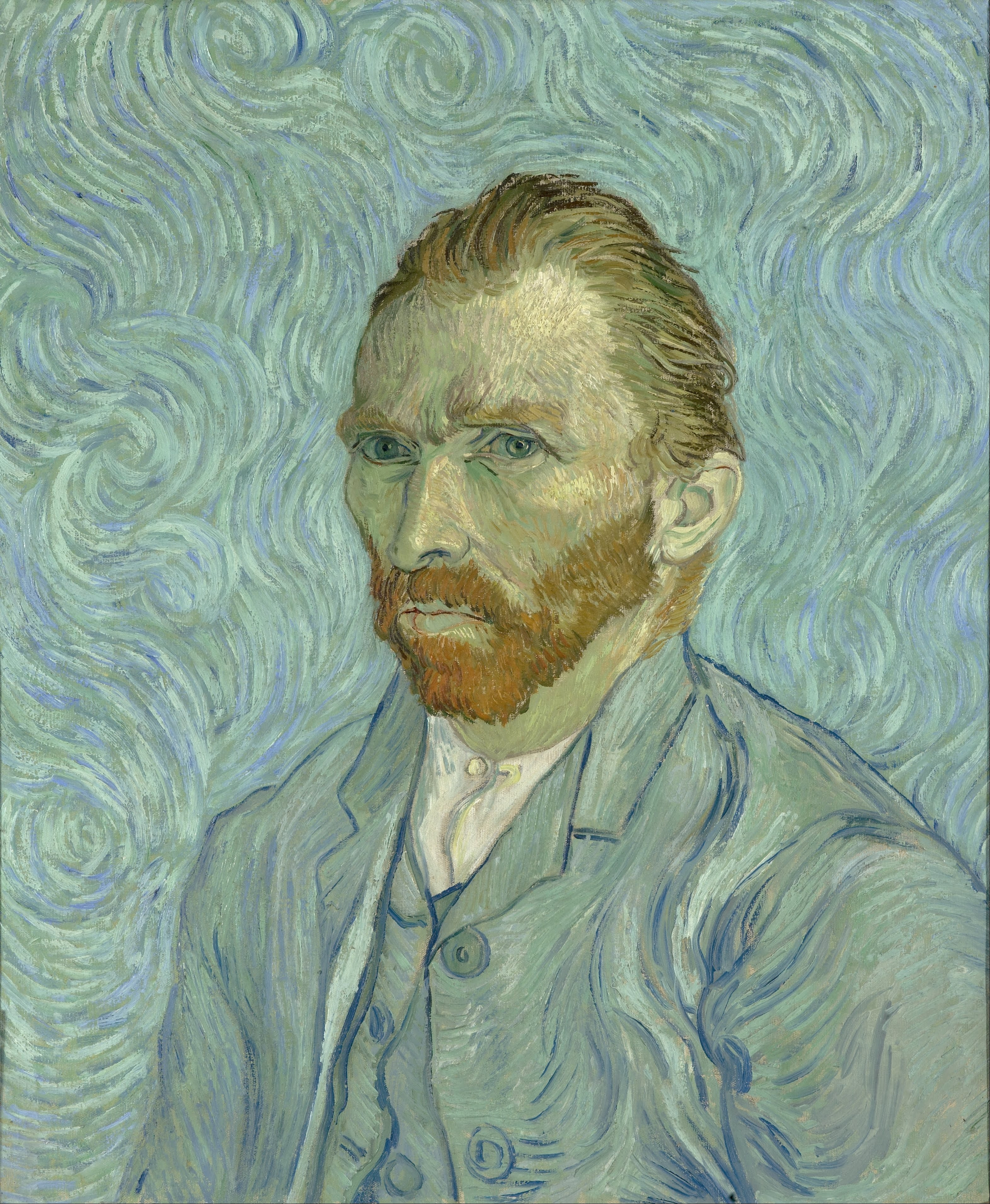
Das Filmplakat zeigt eine von den Machern des Films veränderte, sich dem Betrachter zuwendende Version eines Selbstporträts von van Gogh

Loving Vincent gilt als der erste vollständig als Realfilm gedrehte Film, der in dieser Technik komplett zu einzelnen Ölgemälden umgewandelt wurde und als der erste so entstandene Animationsfilm in Spielfilmlänge. Zwar hatte der russische Regisseur Alexander Petrow mit The Old Man and the Sea nach dem Roman von Ernest Hemingway ähnliches versucht, wobei er die einzelnen Bilder mit Ölfarben auf Glas zeichnete und die Zeichnung für jedes Bild per Hand veränderte, doch handelte es sich bei dem Film, für den Petrow mit einem Oscar ausgezeichnet wurde, um einen Kurzfilm mit einer Länge von 20 Minuten.
Der aus van Goghs Porträt bekannte Dr. Gachet wurde im Film von Jerome Flynn gespielt. Saoirse Ronan spielte seine Tochter Marguerite, Douglas Booth und Chris O’Dowd spielen Armand Roulin und dessen Vater Joseph, Aidan Turner übernahm die Rolle des Bootsmanns, und der polnische Theaterschauspieler Robert Gulaczyk verkörperte in Rückblenden, die in Schwarz-Weiß nachgezeichnet wurden, ihren Schöpfer Vincent van Gogh. Kobiela sagte hierzu: „We didn’t want to make up Vincent-style paintings without basing them in his real paintings. And we wanted to differentiate the ‘present’ in the film, and the flashbacks – the present day is in Vincent’s painting style, and the flashbacks are in black and white. We were also very worried that 94 minutes of intense Vincent style would be too much visually for an audience, and the interspersing of the black and white sequences would give people a break, and allow them to more fully appreciate Vincent’s work.“
Die letztliche Produktion erfolgte in den Three Mills Studios in London und wurde im April 2015 begonnen. Insgesamt dauerte die Realisierung des Projekts sechs Jahre. Die Produktionskosten beliefen sich auf rund 5 Millionen US-Dollar.

### Filmplakat und Marketing
Das Filmplakat zeigt eine abgewandelte, sich dem Betrachter zuwendende Version des gezeigten Selbstporträts von Vincent van Gogh.
Am 14. Oktober 2017 startete im Noordbrabants Museum in Den Bosch eine neue Van-Gogh-Ausstellung, die neben den berühmten Sonnenblumen auch Bilder, Fotos und Videos aus dem Film Loving Vincent zeigte und damit detailliert Einblick in die Entstehung des gemalten Animationsfilms gab, von der Entwicklung des Szenarios bis hin zu faszinierenden Details des Schöpfungsprozesses. Hierzu wurden etwa 100 Werke auf sechs Museumsräume verteilt. Es wurde ebenfalls verdeutlicht, wie das Künstlerteam Lösungen fand, wenn Szenerien Abweichungen vom originalen Gemälde Van Goghs verlangten. Beispielsweise im immer wieder auftretenden Fall, dass van Goghs Gemälde nicht das passende Maß der Kinoleinwand aufwiesen. Zudem war die Painting Animation Work Station ein Element der Ausstellung, an der jede Woche von Donnerstag bis Sonntag ein Künstler, der auch am Film mitarbeitete, neue Animationen in Öl kreierte und dabei Werke aus der Brabant-Periode von Vincent van Gogh verarbeitete. Die Ausstellung im Noordbrabants Museum, das eine Vincent-van-Gogh-Dauerausstellung beherbergt, war bis zum 28. Januar 2018 zu sehen.

### Veröffentlichung
Der Film feierte am 12. Juni 2017 im Rahmen des Festival d’Animation Annecy seine Premiere und kam am 28. Dezember 2017 in die österreichischen und deutschen Kinos.

## Rezeption

### Altersfreigabe und Einsatz im Unterricht
In den USA wurde der Film von der MPAA als PG-13 eingestuft. In Deutschland ist der Film FSK 6. In der Freigabebegründung heißt es: „Der gesamte Film übernimmt die besondere Ästhetik von van Goghs Malerei; er ist ruhig inszeniert und die Handlung ist für Kinder ab 6 Jahren verständlich. Vereinzelt gibt es gewalttätige Auseinandersetzungen, die aber nicht übermäßig dramatisch wirken und von Grundschulkindern in den Kontext der Geschichte eingeordnet werden können.“
Auf der vom österreichischen Filmverleih Filmladen initiierten Website „Kino macht Schule“, die sich an Lehrerinnen und Lehrer richtet, die mit dem Medium Film im Unterricht vertiefend arbeiten wollen, werden Materialien und Bilder für Schulzwecke als Download angeboten.

### Kritiken und Einspielergebnis
Der Film konnte bislang 84 Prozent der Kritiker bei Rotten Tomatoes überzeugen.
Mick LaSalle vom San Francisco Chronicle sagt, Loving Vincent sei konzeptionell und technisch brillant und für 10 Minuten, vielleicht sogar 15, einer der großartigsten Animationsfilme aller Zeiten, da es sich aber um einen 95-minütigen Film handele und wie in jedem Film die Geschichte im weiteren Verlauf wichtiger als das Konzept oder die Technik werde, flache die Erzählung nach den ersten 10 Minuten ab, und wenn diese flach werde, geschehe dies auch mit dem Film.
Peter Bradshaw von The Guardian meint, es handele sich bei dem Film um eine beeindruckende, aber seltsam verrückte Stilübung, die einen glauben lässt, man könne so eine ganze Bildwelt zusammenstellen. Umgekehrt erzähle Loving Vincent jedoch nicht wirklich viel über die Arbeit und das Leben von Vincent van Gogh, und der Film wirke zunehmend bedrückend und sogar ein bisschen sinnlos, so Bradshaw.
Julia Voss von der Frankfurter Allgemeinen Zeitung beschreibt Loving Vincent als den schönsten und überraschendsten Kunstfilm des Jahres: „Wer hätte gedacht, dass es einen Film braucht, um an den alten Zaubertrick der Malerei zu erinnern? Wie eine Welt aus Farbe und Strichen entsteht, zeigt Loving Vincent in jedem Bild. Und das Wunder, von dem man nicht genug bekommen kann, besteht darin, dass man den Trick sieht und sich die Illusion trotzdem einstellt.“ Als würde der Sog der Bilder nicht schon reichen, so Voss weiter, komme noch der des Plots dazu, und damit sei der Film auch ein kluges Kriminalstück.
Christina Bylow von der Berliner Zeitung meint, die Ölbilder-Animations-Technik sei überzeugend, sodass man von einem Wunder sprechen kann. Bylow hebt hierbei das Leuchten, Wogen, die Raumstaffelung und die Lichtdramaturgie in diesem Film hervor: „Das Handwerk hinter der digitalen Technik bleibt spürbar, verleiht den Bildern etwas Körperwarmes, Greifbares.“
Kerstin Decker vom Tagesspiegel sagt, wenn van Goghs Bilder, diese Ikonen der Malerei an der Schwelle zur Moderne, die für viele Menschen zum seelischen Bestand gehören, beginnen sich zu bewegen, sei es so, als wäre man noch einmal bei der Erfindung des Kinos dabei.
Im November 2017 wurde bekannt, dass der Film von der Academy of Motion Pictures Arts and Sciences in die Auswahlliste aufgenommen wurde, aus der die Nominierungen für den besten Animationsfilm im Rahmen der Oscarverleihung 2018 bestimmt werden.
Die weltweiten Einnahmen des Films aus Kinovorführungen belaufen sich bislang auf 42,2 Millionen US-Dollar. In Deutschland erreichte der Film in der letzten Dezemberwoche 2017 Platz 1 der deutschen Arthouse-Kinocharts und verzeichnet dort bislang 344.452 Besucher.

### Auszeichnungen (Auswahl)
Am 18. Dezember 2017 gab die Academy of Motion Picture Arts and Sciences bekannt, dass sich Clint Mansells Arbeit auf einer Shortlist befindet, aus der die Nominierungen in der Kategorie Beste Filmmusik im Rahmen der Oscarverleihung 2018 erfolgen werden. Im Folgenden eine Auswahl von Nominierungen und Auszeichnungen im Rahmen weiterer Filmpreise.
Annie Awards 2018

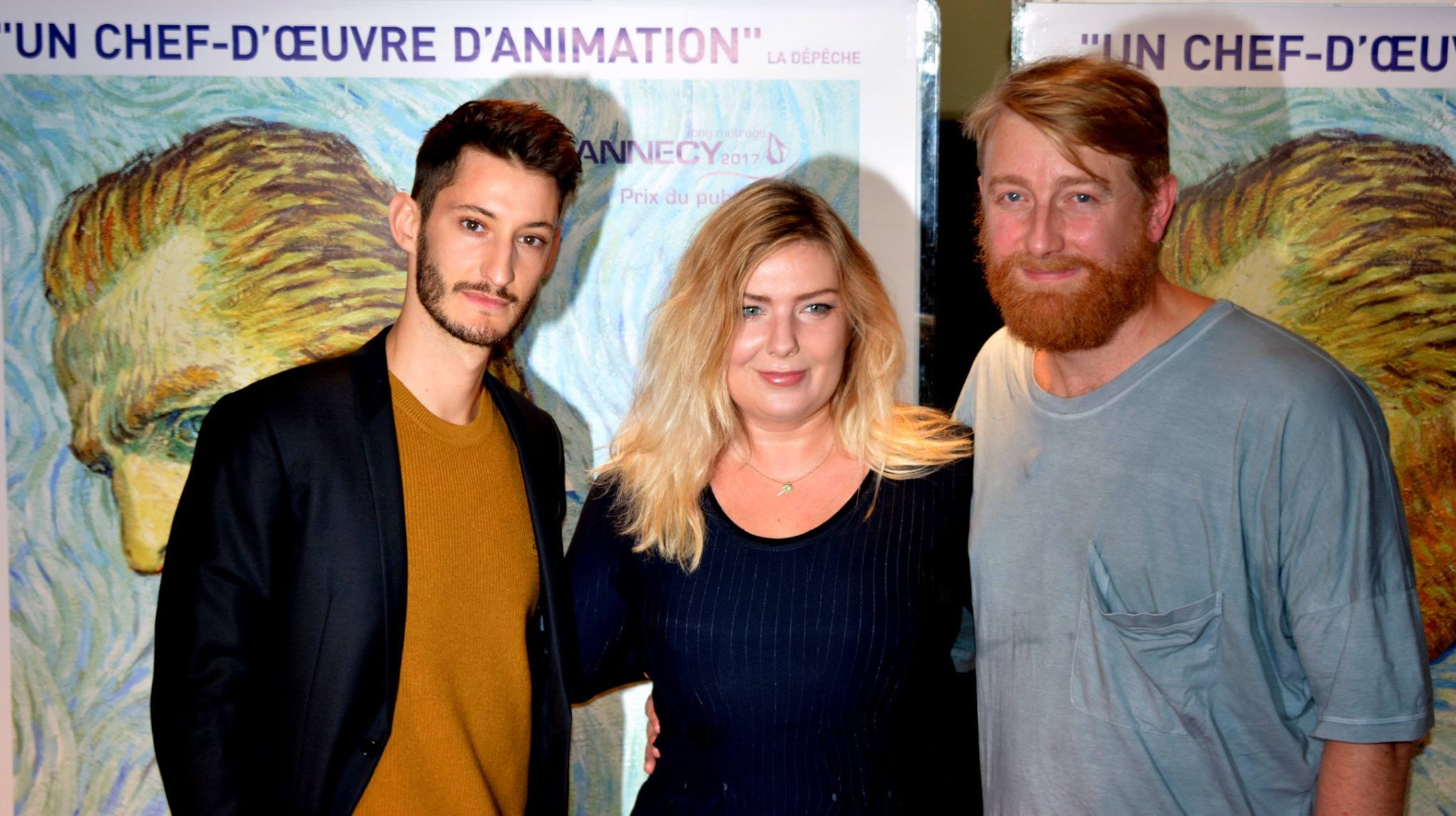
Pierre Niney, Dorota Kobiela und ihr Ehemann Hugh Welchman bei einer Vorpremiere des Films

- Nominierung in der Kategorie Best Animated Feature-Independent
- Nominierung in der Kategorie Music in an Animated Feature Production (Clint Mansell)
- Nominierung in der Kategorie Writing in an Animated Feature Production (Dorota Kobiela, Hugh Welchman und Jacek Dehnel)
- Nominierung in der Kategorie Editorial in an Animated Feature Production[31]

Art Directors Guild Awards 2018
- Nominierung für den Excellence in Production Design Award in der Kategorie Animationsfilm (Matthew Button)[32]

British Academy Film Awards 2018
- Nominierung als Bester animierter Spielfilm (Dorota Kobiela, Hugh Welchman und Ivan Mactaggart)

Critics’ Choice Movie Awards 2018
- Nominierung als Bester animierter Spielfilm[33]

Europäischer Filmpreis 2017
- Auszeichnung als Bester Animationsfilm

Festival d’Animation Annecy 2017
- Auszeichnung mit dem Publikumspreis (Dorota Kobiela)[34]

Golden Globe Awards 2018
- Nominierung als Bester Animationsfilm

Golden Trailer Awards 2017
- Auszeichnung für den Besten Trailer eines ausländischen Animationsfilms
- Auszeichnung in der Kategorie Best Foreign Graphics in a Trailer

Hollywood Music in Media Awards 2017
- Nominierung in der Kategorie Original Score: Animated Film (Clint Mansell)[35]

Internationales Filmfestival Shanghai 2017
- Auszeichnung als Bester Animationsfilm mit dem Golden Goblet (Dorota Kobiela und Hugh Welchman)[36]

National Board of Review Awards 2017
- Aufnahme in die Top 10 Independent Movies[37]

Oscarverleihung 2018
- Nominierung als Bester Animationsfilm (Dorota Kobiela, Ivan Mactaggart und Hugh Welchman)

Polnisches Filmfestival Gdynia 2017
- Nominierung als Bester Film für den Goldenen Löwen (Dorota Kobiela)[38]

Satellite Awards 2017
- Nominierung als Bester animierter Film[39]

## Synchronisation
Die Synchronisation erfolgte bei der Hermes Synchron GmbH in Potsdam nach einem Dialogbuch und unter der Dialogregie von Heinz Freitag.
| Rolle              | Schauspieler      | Synchronsprecher  |
| ------------------ | ----------------- | ----------------- |
| Vincent van Gogh   | Robert Gulaczyk   | Alexander Doering |
| Armand Roulin      | Douglas Booth     | Jacob Weigert     |
| Joseph Roulin      | Chris O’Dowd      | Uli Krohm         |
| Père Tanguy        | John Sessions     | Kaspar Eichel     |
| Louise Chevalier   | Helen McCrory     | Arianne Borbach   |
| Adeline Ravoux     | Eleanor Tomlinson | Anna Grisebach    |
| Bootsmann          | Aidan Turner      | Leonhard Mahlich  |
| Marguerite Gachet  | Saoirse Ronan     | Anja Stadlober    |
| Lieutenant Milliet | Robin Hodges      | Viktor Neumann    |
| Gendarme Rigaumon  | Martin Herdman    | Jörg Hengstler    |
| Doktor Mazery      | Bill Thomas       | Lutz Schnell      |